# Aeroporto Internazionale di Piarco
L'Aeroporto Internazionale di Piarco  è un aeroporto situato a Piarco, a circa 25 km ad est della capitale Port of Spain, nello stato di Trinidad e Tobago.